# Stacja Alaska
Przetrwać w Jukonie – serial dokumentalny nadawany w Polsce na kanale Discovery. Opowiada o losach mieszkańców Tanany na Alasce. Premiera w Polsce miała miejsce na kanale Discovery 11 stycznia 2014 r. W USA odcinki emitowane są przez kanał Destination America, dawniej występujący pod nazwą Planet Green.

## Odcinki

### Seria 1 (2013)
| n.o. | Data emisji USA   | Data emisji PL   | Polski tytuł             | Angielski tytuł |
| ---- | ----------------- | ---------------- | ------------------------ | --------------- |
| 1    | 16 listopada 2013 | 11 stycznia 2015 | Niebezpieczeństwo z lodu | Frozen Danger   |
| 2    | 23 listopada 2013 | 8 lutego 2015    | Bestia                   | The Beast       |
| 3    | 30 listopada 2013 | 15 lutego 2015   | Zabójczy lód             | Killer Ice      |
| 4    | 07 grudnia 2013   | 22 lutego 2015   | Złowrogi szlak           | Disaster Trail  |
| 5    | 14 grudnia 2013   | 14 marca 2015    | Lodołamacz               | Ice Dagger      |
| 6    | 21 grudnia 2013   |                  | Atak wiosny              | Spring Attacks  |

### Seria 2 (2014)
| n.o. | Data emisji USA      | Data emisji PL | Polski tytuł            | Angielski tytuł  |
| ---- | -------------------- | -------------- | ----------------------- | ---------------- |
| 1    | 25 października 2014 |                | Atak niedźwiedzia       | Bear Attack      |
| 2    | 1 listopada 2014     |                | Niebezpieczne góry      | Mountain Danger  |
| 3    | 08 listopada 2014    |                | Kurs kolizyjny          | Collision Course |
| 4    | 15 listopada 2014    |                | Strefa Lawin            | Avalanche Zone   |
| 5    | 22 listopada 2014    |                | Wielki mróz             | The Big Freeze   |
| 6    | 30 listopada 2014    |                | Lodowe piekło           | Ice Hell         |
| 7    | 6 grudnia 2014       |                | O jeden most za daleko  | A Bridge Too Far |
| 8    | 13 grudnia 2014      |                | Trzęsienie ziemi        | Earthquake       |
| 9    | 20 grudnia 2014      |                | Inwazja lodu            | Ice Attack       |
| 10   | 27 grudnia 2014      |                | Pociąg prosto z piekieł | Train from Hell  |

### Seria 3 (2015)
| n.o. | Data emisji USA | Data emisji PL | Polski tytuł | Angielski tytuł |
| ---- | --------------- | -------------- | ------------ | --------------- |
| 1    |                 | 18 lutego 2016 |              |                 |
| 2    |                 | 25 lutego 2016 |              |                 |
| 3    |                 | 3 marca 2016   |              |                 |
| 4    |                 | 10 marca 2016  |              |                 |
| 5    |                 | 17 marca 2016  |              |                 |